# Домашний компьютер (журнал)
Дома́шний компью́тер — ежемесячный компьютерный журнал. Издавался с марта 1996 по июнь 2008 года издательским домом «Компьютерра». Создателем и первым главным редактором журнала (1996—2000) был Александр Петроченков.
Вслед за ним журнал возглавляли Алексей Поликовский (2000—2001), Евгений Козловский (2002) и Роман Косячков (2002—2008).
Дизайнером ДК с 1997 по 2001 год была Ольга Черникова, создавшая неповторимый облик журнала, запомнившийся многим читателям.
Учредитель: Дмитрий Мендрелюк.

## Редакция

### Последний главный редактор
- Роман Косячков[1]

### Заместители главного редактора
- Сергей Костенок[2]
- Евгений Козловский[3]

### Сотрудники журнала
- Алексей Ерохин[4]
- Яков Шпунт[5]
- Александр Беркенгейм[6]
- Сергей Вильянов[7]
- Бёрд Киви, обозреватель
- Ольга Шемякина[8]
- Антон Кузнецов[9]
- Денис Степанцов[10]